# Cachoeira do Sossego
A Cachoeira do Sossego é uma queda d'água localizada no Parque Nacional da Chapada Diamantina, na cidade brasileira de Lençóis, região central da Bahia.
Está localizada no leito do rio Ribeirão, a montante do Ribeirão de Baixo e Ribeirão do Meio, "cujo acesso é feito por antigas trilhas de garimpeiros e exige certo preparo físico".

## Características
"No leito do rio Ribeirão, a 5 km acima de Ribeirão do Meio, descortina-se esta cachoeira que, em degraus sucessivos, construídos em arenitos e conglomerados, cai por cerca de 15 - 20 m num remanso de águas escuras", que possuem "cor de Coca-Cola".